# Никонов, Василий Васильевич
Василий Васильевич Никонов — советский военный и государственный деятель, полковник.

## Биография
Родился в 1916 году в Выксе. Член КПСС.
В РККА с 1934 года.
Участник Великой Отечественной войны: начальник ОО НКВД 160-й стрелковой дивизии, заместитель начальника отдела УКР СМЕРШ 1-го Украинского фронта
В 1945—1954 — офицер МВД СССР в Туркестанском и Одесском военных округах.
С 1954 года в отставке.
В 1955—1960 — начальник отдела кадров и спецработы Одесского рубероидного завода.
Окончил юридический факультет Одесского государственного университета имени Мечникова.
В 1964—1986 — ассистент, старший преподаватель теории истории государства и права юридического факультета Одесского государственного университета имени Мечникова.
Жил в Одессе.

## Награды
- Орден Красного Знамени
- Орден Отечественной войны I степени
- Орден Красной Звезды (четырежды)
- Орден Virtuti Militari 5 степени